# Muhammad Shahrur
Muhammad Shahrur (arabisch محمد شحرور, DMG Muḥammad Šaḥrūr; * 11. April 1938 in Damaskus; † 21. Dezember 2019 in Abu Dhabi) war ein syrisch-arabischer Ingenieur und islamischer Intellektueller und Aufklärer. Er veröffentlichte zahlreiche Bücher über den Islam und gilt als Vertreter des modernistischen Islams.

## Leben
Shahrur absolvierte seine schulische Ausbildung von 1949 bis 1957 in Damaskus. Im Jahre 1959 reiste er zum Studium des Faches Bauingenieurwesen nach Moskau und schloss das Studium 1964 mit Diplom ab. Von 1965 bis 1968 hatte er eine Anstellung an der Damaszener Universität. 1968 zog er zum Studium nach Dublin. 1969 erlangte er dort den Grad des Magisters und promovierte im Jahre 1972. Im selben Jahr wurde er Dozent an der Universität Damaskus. Ein Jahr später eröffnete er ein Ingenieurbüro.
Sein erstes Buch über den Islam hatte den Titel al-Kitāb wa ʾl-Qurʾān: Qirāʾa Muʿāṣira (Die Schrift und der Koran – Eine moderne Interpretation). Das Buch stieß im arabischen Sprachraum auf großes Interesse. Der Economist sprach am 5. Juni 1993 von einem „publication phenomenon“. Von Vertretern des traditionellen Islam wurde Shahrur auch angefeindet.

## Denken
Nach Shahrur enthält der Koran die absolute Wahrheit. Diese Wahrheit sei zeitlos und überall gültig. Für den Menschen sei diese Wahrheit nur unvollständig erfassbar und müsse daher Interpretationen zugänglich sein. Insbesondere die Hadd-Strafen fasste Shahrur nicht als Gebote Gottes auf, sondern – unter Rückgriff auf die ursprüngliche Wortbedeutung – als Grenze dessen, was unter bestimmten Bedingungen als berechtigt angesehen werden konnte. Drakonische Strafen für Diebstahl sariqa sind damit nicht mehr verbindlich. Dieser Ansatz über ein Maximum und Minimum an Strafe wird auch als „Grenzentheorie“ beschrieben, die vor Shahrur schon der libanesische Gelehrte ʿAbdallāh al-ʿAlāyilī (1914–1996), mit dem Shahrur persönlich bekannt war, in seinem Buch Ayn al-ḫatāʾ? (1978, Wo liegt der Fehler) bereits formuliert hatte.

## Publikationen
arabisch
- al-Kitāb wa ʾl-Qurʾān: Qirāʾa muʿāṣira. Damaskus 1990. (Die Schrift und der Koran – Eine moderne Interpretation)
- Dirāsāt al-islāmiyya al-muʿaṣira fi ʾd-dawla wa ʾl-mudschtamaʿa (Zeitgenössische Islamische Studien über den Staat und die Gesellschaft)
- al-Islām wa ʾl-īmān (Islam und Glaube)
- Naḥwa ʾuṣūl dschadīda liʾl-fiqh al-islāmiyy. Fiqh al-marʾa. Damaskus 2000. (Auf zu neuen Wurzeln der islamischen Jurisprudenz – Jurisprudenz der Frau)
- Tadschfīf manābiʿ al-irhāb (Austrocknung der Quellen des Terrorismus)

in Übersetzung
- Andreas Christmann (Hg.): The Qur’an, Morality and Critical Reason. The Essential Muhammad Shahrur. Brill, Leiden/Boston 2009.